# جان فرانسیس (بازیکن فوتبال)
جان فرانسیس (انگلیسی: John Francis؛ زادهٔ ۲۱ نوامبر ۱۹۶۳) بازیکن فوتبال اهل بریتانیا است.
از باشگاه‌هایی که در آن بازی کرده‌است می‌توان به باشگاه فوتبال کمبریج یونایتد، باشگاه فوتبال ویکفیلد، باشگاه فوتبال اسکانتورپ یونایتد، باشگاه فوتبال شفیلد یونایتد، باشگاه فوتبال ویتبای تاون، و باشگاه فوتبال برنلی اشاره کرد.